# وليد بدير
وليد بدير (بالعبرية: ואליד באדיר‏)، ولد في (12 مارس 1974)، هو لاعب كرة قدم دولي، من مواطني إسرائيل العرب، ولد ونشأ في مدينة كفر قاسم في المثلث الجنوبي، لعب في صفوف منتخب إسرائيل كلاعب خط دفاع ووسط في 74 مباراة دولية سجل خلالها 12 هدف، لعب لمدة سنة مع فريق ويمبلدون البريطاني. في سجله الرياضي المحلي 531 مباراة في الدرجات العليا، واحد وعشرون موسمًا، خمس بطولات، وخمس كؤوس دولة احرزها ضمن فريق مكابي حيفا وهبوعيل تل ابيب. أعلن اعتزاله كرة القدم الاحترافية عام 2013.

## مسيرته الكروية
لعب وليد بدير خلال مسيرته الاحترافية مع 4 أندية في واحد وعشرون موسمًا وسجل خلالها 71 هدفًا ضمن 551 مباراة. حيث فاز في خمسة مواسم بالكأس وفي خمسة مواسم بالدوري.
خاض وليد بدير مسيرته مع هبوعيل بتاح تكفا ‏ في موسم 1992–93 ليلعب معه سبعة مواسم، مشاركًا في 151 مباراة سجل خلالها 19 هدفًا. ثم انتقل إلى نادي ويمبلدون في موسم 1999–00 لمدة موسم واحد، حيث شارك في 21 مباراة سجل خلالها هدفًا واحدًا. لينتقل بعدها إلى نادي مكابي حيفا في موسم 2000–01 ليلعب معه خمسة مواسم، مشاركًا في 142 مباراة سجل خلالها 27 هدفًا. ثم انتقل إلى نادي هابوعيل تل أبيب في موسم 2005–06 ليلعب معه ثمانية مواسم، مشاركًا في 237 مباراة سجل خلالها 24 هدفًا.

## روابط خارجية
- وليد بدير على موقع الاتحاد الأوربي (الإنجليزية)
- وليد بدير على موقع قاعدة بيانات كرة القدم.إي يو (الإنجليزية)
- وليد بدير على موقع ناشيونال فوتبول تيمز (الإنجليزية)
- وليد بدير على موقع Soccerbase.com (لاعب) (الإنجليزية)
- وليد بدير على موقع عالم كرة القدم.نت (الإنجليزية)
- وليد بدير على موقع AS.com (الإسبانية)